# Solar do Benfica
O Solar do Benfica é um casarão histórico localizado na cidade do Recife, capital do estado brasileiro de Pernambuco. Abriga atualmente o Clube Internacional do Recife.

## História
O Solar do Benfica, residência de veraneio situada no bairro da Madalena, foi construído em fins do século XIX. 
Em 27 de abril de 1937, foi adquirido do então proprietário Arthur Ramos e Silva (conforme certidão vintenária do primeiro cartório de oficio da cidade de Recife) pelo Clube Internacional do Recife, funcionando até hoje como sede da agremiação.